# 地平线机器人
地平線機械人（英語：Horizon Robotics，港交所：9660）是一家在中華人民共和國從事汽车智能芯片的企業集團，於2015年7月21日註冊成立為開曼群島的獲豁免有限公司。
該集團所研發的芯片涉及深度学习技术，該公司也是中華人民共和國首家实现车规级（满足汽车使用标准）智能芯片前装量产的企业。公司由余凯創辦於2015年7月。截至2021年10月，該公司的股東有英特尔、高瓴资本和云锋基金。

## 外部連結
- 官方网站